# Kabinett Kan (2. Umbildung)
Das zum zweiten Mal umgebildete Kabinett Kan regierte Japan vom 14. Januar bis zum 2. September 2011 unter Führung von Premierminister Naoto Kan, dem Vorsitzenden der Demokratischen Partei (DPJ).
Kan hatte versucht, für die Ende Januar 2011 beginnenden Haushaltsberatungen Partner zu finden, sich aber weder mit Tachiagare Nippon noch der Sozialdemokratischen Partei auf eine Zusammenarbeit verständigen können. Die Opposition forderte die Auswechslung von Yoshito Sengoku und Sumio Mabuchi, gegen die im November 2010 nichtbindende Misstrauensanträge im Sangiin verabschiedet worden waren. Sie kann die Verabschiedung des Haushalts durch ihre Sangiin-Mehrheit behindern. Nach dem Parteitag der Demokratischen Partei am 13. Januar 2011 besetzte Kan Kabinett und Parteiführung neu. Die meisten Minister wurden aus dem Vorgängerkabinett übernommen, Kabinettssekretär Yoshito Sengoku wechselte aus dem Kabinett in die Parteiführung. Yosano Kaoru, der am Vortag aus der Tachiagare Nippon ausgetreten war, wurde Staatsminister. Für den Koalitionspartner der Demokratischen Partei, der Neuen Volkspartei (NVP), blieb Shōzaburō Jimi im Kabinett.
Nach dem Tōhoku-Erdbeben im März 2011 (auch Großes Ostjapanisches Erdbeben) bot Kan dem LDP-Vorsitzenden Sadakazu Tanigaki zur Bewältigung der Folgen eine Zusammenarbeit im Kabinett an. Die LDP lehnte dieses wie frühere, weniger konkrete Angebote einer großen Koalition ab.
Am 30. August 2011 trat das Kabinett Kan vor der Wahl eines neuen Premierministers zurück; das Nachfolgekabinett von Yoshihiko Noda nahm seine Arbeit am 2. September 2011 auf.

## Staatsminister
| Amt | Name                                | Bild               | Kammer  | Fraktion                 | Faktion(en)             |
| --- | ----------------------------------- | ------------------ | ------- | ------------------------ | ----------------------- |
| Premierminister | Naoto Kan                           | Naoto Kan          | Shūgiin | DPJ                      | (Kan)                   |
| Staatsminister, die ein Ministerium leiten |                                     |                    |         |                          |                         |
| Minister für Innere Angelegenheiten und Kommunikation Staatsminister zur „Förderung der Souveränität der Regionen“ (chiiki shuken suishin) zuständig für die „Belebung der Regionen“ (chiiki kasseika)                                                                          | Yoshihiro Katayama                  | Yoshihiro Katayama | —       | —                        | —                       |
| Justizminister | Satsuki Eda                         | Satsuki Eda        | Sangiin | DPJ                      | Kan                     |
| Außenminister | Seiji Maehara (bis 7. März 2011)    | Seiji Maehara      | Shūgiin | DPJ                      | Maehara                 |
| Außenminister | Yukio Edano (kommissarisch)         | Yukio Edano        | Shūgiin | DPJ                      | Maehara                 |
| Außenminister | Takeaki Matsumoto (ab 9. März 2011) | Takeaki Matsumoto  | Shūgiin | DPJ                      | Noda                    |
| Finanzminister | Yoshihiko Noda                      | Yoshihiko Noda     | Shūgiin | DPJ                      | Noda                    |
| Minister für Bildung, Kultur, Sport, Wissenschaft und Technologie | Yoshiaki Takaki                     | Yoshiaki Takaki    | Shūgiin | DPJ                      | Kawabata                |
| Minister für Gesundheit, Arbeit und Soziales | Ritsuo Hosokawa                     | Ritsuo Hosokawa    | Shūgiin | DPJ                      | Kan                     |
| Minister für Landwirtschaft, Forsten und Fischerei | Michihiko Kano                      | Michihiko Kano     | Shūgiin | DPJ                      | —                       |
| Minister für Wirtschaft, Handel und Industrie zuständig für wirtschaftliche Schäden durch die Atomkraft (ab 4. April 2011) | Banri Kaieda                        | Banri Kaieda       | Shūgiin | DPJ                      | Hatoyama                |
| Minister für Land, Infrastruktur und Transport zuständig für maritime Angelegenheiten | Akihiro Ōhata                       | Akihiro Ōhata      | Shūgiin | DPJ                      | Hatoyama                |
| Umweltminister | Ryū Matsumoto (bis 27. Juni 2011)   | Ryū Matsumoto      | Shūgiin | DPJ                      | Yokomichi               |
| Umweltminister | Satsuki Eda (ab 27. Juni 2011)      | Satsuki Eda        | Sangiin | DPJ                      | Kan                     |
| Verteidigungsminister | Toshimi Kitazawa                    | Toshimi Kitazawa   | Sangiin | DPJ                      | Hata                    |
| Chefkabinettssekretär |                                     |                    |         |                          |                         |
| Chefkabinettssekretär Staatsminister für Angelegenheiten von Okinawa und der Nördlichen Territorien Staatsminister zur „Erneuerung der Verwaltung“ (gyōsei sasshin) (ab 27. Juni 2011)                                                                                          | Yukio Edano                         | Yukio Edano        | Shūgiin | DPJ                      | Maehara                 |
| Staatsminister ohne Ministerium |                                     |                    |         |                          |                         |
| Vorsitzender der Nationalen Kommission für Öffentliche Sicherheit zuständig für die Entführungsfrage, Reform des Beamtentums | Kansei Nakano                       | Kansei Nakano      | Shūgiin | DPJ                      | Kawabata                |
| Staatsminister für den Finanzsektor zuständig für Reform des Postwesens | Shōzaburō Jimi                      | Shōzaburō Jimi     | Sangiin | NVP                      | —                       |
| Staatsministerin zur „Erneuerung der Verwaltung“ (gyōsei sasshin), Verbraucher und Lebensmittelsicherheit zuständig für Aufklärung über das Stromsparen (setsuden keihatsu) (ab 11. März 2011)                                                                                  | Renhō (Murata) (bis 27. Juni 2011)  | Renhō Murata       | Sangiin | DPJ                      | Noda                    |
| Staatsminister für Verbraucher und Lebensmittelsicherheit zuständig für „Aufklärung über das Stromsparen“ (setsuden keihatsu) zuständig für die „Normalisierung und Rückfallprävention der Atomkraftunfälle“ (gempatsu jiko no shūsoku oyobi saihatsu bōshi) (ab 27. Juni 2011) | Gōshi Hosono (ab 27. Juni 2011)     | Gōshi Hosono       | Shūgiin | DPJ                      | Maehara                 |
| Staatsminister für Wirtschafts- und Finanzpolitik, Bekämpfung des Geburtenrückgangs, Geschlechtergleichstellung zuständig für „integrierte bzw. grundlegende Sozialversicherungs- und Steuerreform“ (shakai hoshō, zei ittai kaikaku)                                           | Kaoru Yosano                        | Kaoru Yosano       | Shūgiin | DPJ (ab 18. Januar 2011) | —                       |
| Staatsminister für „neues Gemeinwesen“ (atarashii kōkyō), Wissenschafts- & Technologiepolitik zuständig für „Nationale Strategie“ (kokka senryaku), Weltraumentwicklung | Kōichirō Gemba                      | Kōichirō Gemba     | Shūgiin | DPJ                      | Gemba (ab 9. März 2011) |
| Staatsminister für Katastrophenschutz zuständig für den Wiederaufbau nach dem Großen Ostjapanischen Erdbeben (ab 27. Juni 2011) | Ryū Matsumoto (bis 5. Juli 2011)    | Ryū Matsumoto      | Shūgiin | DPJ                      | Yokomichi               |
| Staatsminister für Katastrophenschutz zuständig für den Wiederaufbau nach dem Großen Ostjapanischen Erdbeben (ab 27. Juni 2011) | Tatsuo Hirano (ab 5. Juli 2011)     | Tatsuo Hirano      | Sangiin | DPJ                      | Ozawa                   |

Die Staatsminister ohne Ministerium sind naikaku-fu tokumei tantō daijin („Staatsminister beim Kabinettsbüro für besondere Aufgaben“). Zusätzliche besondere Verantwortungsbereiche kursiv.
Als mögliche Vertreter des Premierministers nach Artikel 9 des Kabinettsgesetzes wurden designiert:
1. Yukio Edano,
2. Seiji Maehara,
3. Michihiko Kano,
4. Toshimi Kitazawa und
5. Ritsuo Hosokawa.

## Staatssekretäre
Bei Antritt der Staatsminister begann die Amtszeit der stellvertretenden Chefkabinettssekretäre und des Leiters des Legislativbüros des Kabinetts. Die Sonderberater des Premierministers und die Staatssekretäre in den Ministerien wurden einige Tage später berufen, die meisten wurden aus dem Vorgängerkabinett übernommen.
| Amt | Name                                 | Kammer                               | Fraktion                             | Faktion(en)                          |
| Kabinettssekretariat, Legislativbüro | Kabinettssekretariat, Legislativbüro | Kabinettssekretariat, Legislativbüro | Kabinettssekretariat, Legislativbüro | Kabinettssekretariat, Legislativbüro |
| --- | ------------------------------------ | ------------------------------------ | ------------------------------------ | ------------------------------------ |
| Stellvertretende Leiter des Kabinettssekretariats | Hirohisa Fujii (bis 17. März 2011)   | Shūgiin                              | DPJ                                  | Ozawa                                |
| Stellvertretende Leiter des Kabinettssekretariats | Yoshito Sengoku (ab 17. März 2011)   | Shūgiin                              | DPJ                                  | Maehara                              |
| Stellvertretende Leiter des Kabinettssekretariats | Tetsurō Fukuyama                     | Sangiin                              | DPJ                                  | Maehara                              |
| Stellvertretende Leiter des Kabinettssekretariats | Kin’ya Takino                        | —                                    | —                                    | —                                    |
| Leiter des Legislativbüros des Kabinetts | Shin’ichirō Kajita                   | —                                    | —                                    | —                                    |
| Sonderberater des Premierministers |                                      |                                      |                                      |                                      |
| Sonderberater für Nationale Strategie, Parlamentsangelegenheiten (bis 17. März 2011) | Kōichi Katō                          | Shūgiin                              | DPJ                                  | Kan                                  |
| Sonderberater für integrierte Sozialversicherungs- und Steuerreform, Regulierung von Ministerien und Behörden (ab 17. März 2011)                                                                                               | Hirohisa Fujii                       | Shūgiin                              | DPJ                                  | Ozawa                                |
| Sonderberater für die durch das Pazifische Tōhoku-Erdbeben ausgelösten Unfälle mit Atomkraftwerken (26. März bis 27. Juni 2011)                                                                                                | Sumio Mabuchi                        | Shūgiin                              | DPJ                                  | —                                    |
| Sonderberater für die Aktivität von freiwilligen Katastrophenhelfern (ab 13. März 2011) | Kiyomi Tsujimoto                     | Shūgiin                              | DPJ                                  | —                                    |
| Sonderberater für Erneuerung der Verwaltung und Öffentlichkeitsarbeit (26. März bis 27. Juni 2011) | Manabu Terata                        | Shūgiin                              | DPJ                                  | Kan                                  |
| Sonderberaterin für Verbraucherschutz und Lebensmittelsicherheit, Erneuerung der Verwaltung (ab 27. Juni 2011) | Renhō (Murata)                       | Sangiin                              | DPJ                                  | Noda                                 |
| Sonderberater für integrierte Sozialversicherungs- und Steuerreform, Parlamentsangelegenheiten (bis April 2011) Sonderberater zur Behandlung von und Information über die Unfälle in Atomkraftwerken (April bis 27. Juni 2011) | Gōshi Hosono                         | Shūgiin                              | DPJ                                  | Maehara                              |
| Sonderberater für Politikführung unter dem Primat der Politik, Parlamentsangelegenheiten | Hirokazu Shiba                       | Sangiin                              | DPJ                                  | Hatoyama                             |
| Sonderberater für die „wichtigen politischen Maßnahmen des Kabinetts als Ganzes“ (naikaku no jūyō seisaku zempan) (ab 27. Juni 2011)                                                                                           | Shizuka Kamei                        | Shūgiin                              | NVP                                  | —                                    |
| Vizeminister (Fuku-Daijin) |                                      |                                      |                                      |                                      |
| Kabinettsbüro | Shōzō Azuma                          | Shūgiin                              | DPJ                                  | Ozawa                                |
| Kabinettsbüro | Yoshinori Suematsu                   | Shūgiin                              | DPJ                                  | Kan                                  |
| Kabinettsbüro | Tatsuo Hirano (bis 5. Juli 2011)     | Sangiin                              | DPJ                                  | Ozawa                                |
| Kabinettsbüro | Tsuyoshi Yamaguchi (ab 5. Juli 2011) | Shūgiin                              | DPJ                                  | Hata                                 |
| Innere Angelegenheiten und Kommunikation | Katsumasa Suzuki                     | Shūgiin                              | DPJ                                  | Ozawa                                |
| Innere Angelegenheiten und Kommunikation | Hideo Hiraoka                        | Shūgiin                              | DPJ                                  | Kan                                  |
| Justiz | Toshio Ogawa                         | Sangiin                              | DPJ                                  | Kan                                  |
| Auswärtige Angelegenheiten | Yutaka Banno                         | Shūgiin                              | DPJ                                  | Hatoyama                             |
| Auswärtige Angelegenheiten | Takeaki Matsumoto bis 9. März 2011   | Shūgiin                              | DPJ                                  | Noda                                 |
| Auswärtige Angelegenheiten | Chiaki Takahashi ab 10. März 2011    | Sangiin                              | DPJ                                  | Hatoyama                             |
| Finanzen | Fumihiko Igarashi                    | Shūgiin                              | DPJ                                  | Hatoyama                             |
| Finanzen | Mitsuru Sakurai                      | Sangiin                              | DPJ                                  | Kan                                  |
| Bildung, Kultur, Sport, Wissenschaft und Technologie | Ryūzō Sasaki                         | Shūgiin                              | DPJ                                  | Hatoyama                             |
| Bildung, Kultur, Sport, Wissenschaft und Technologie | Kan Suzuki                           | Sangiin                              | DPJ                                  | Maehara, Hatoyama                    |
| Arbeit, Gesundheit und Soziales | Yōko Komiyama                        | Shūgiin                              | DPJ                                  | Maehara                              |
| Arbeit, Gesundheit und Soziales | Kōhei Ōtsuka                         | Sangiin                              | DPJ                                  | —                                    |
| Landwirtschaft, Forsten und Fischerei | Takashi Shinohara                    | Shūgiin                              | DPJ                                  | Kan                                  |
| Landwirtschaft, Forsten und Fischerei | Nobutaka Tsutsui                     | Shūgiin                              | DPJ                                  | Yokomichi                            |
| Wirtschaft, Handel und Industrie | Motohisa Ikeda                       | Shūgiin                              | DPJ                                  | Kan                                  |
| Wirtschaft, Handel und Industrie | Tadahiro Matsushita                  | Shūgiin                              | NVP                                  | —                                    |
| Land, Infrastruktur und Verkehr | Wakio Mitsui                         | Shūgiin                              | DPJ                                  | Ozawa, Kawabata, Hatoyama            |
| Land, Infrastruktur und Verkehr | Shūji Ikeguchi                       | Sangiin                              | DPJ                                  |                                      |
| Umwelt | Shōichi Kondō                        | Shūgiin                              | DPJ                                  | Kondō-Hiraoka                        |
| Verteidigung | Katsuya Ogawa                        | Sangiin                              | DPJ                                  | Hatoyama                             |
| Parlamentarische Staatssekretäre (Daijin Seimukan) |                                      |                                      |                                      |                                      |
| Kabinettsbüro | Yukihiko Akutsu                      | Shūgiin                              | DPJ                                  | Kan                                  |
| Kabinettsbüro | Yasuhiro Sonoda                      | Shūgiin                              | DPJ                                  | Hata                                 |
| Kabinettsbüro | Takashi Wada                         | Shūgiin                              | DPJ                                  |                                      |
| Innere Angelegenheiten und Kommunikation | Akira Uchiyama bis 27. Juni 2011     | Shūgiin                              | DPJ                                  | Ozawa                                |
| Innere Angelegenheiten und Kommunikation | Seiji Ōsaka                          | Shūgiin                              | DPJ                                  |                                      |
| Innere Angelegenheiten und Kommunikation | Takashi Morita                       | Sangiin                              | NVP                                  | —                                    |
| Innere Angelegenheiten und Kommunikation | Kazuyuki Hamada ab 27. Juni 2011     | Sangiin                              | LDP bis 5. Juli 2011                 |                                      |
| Justiz | Takahiro Kuroiwa                     | Shūgiin                              | DPJ                                  |                                      |
| Auswärtige Angelegenheiten | Makiko Kikuta                        | Shūgiin                              | DPJ                                  | Ozawa, Kawabata                      |
| Auswärtige Angelegenheiten | Ikuo Yamahana                        | Shūgiin                              | DPJ                                  | Yokomichi                            |
| Auswärtige Angelegenheiten | Hisashi Tokunaga                     | Sangiin                              | DPJ                                  | Maehara                              |
| Finanzen | Izumi Yoshida                        | Shūgiin                              | DPJ                                  | Hatoyama                             |
| Finanzen | Motoyuki Odachi                      | Sangiin                              | DPJ                                  | Hatoyama                             |
| Bildung, Kultur, Sport, Wissenschaft und Technologie | Hirofumi Ryū                         | Shūgiin                              | DPJ                                  | Hata                                 |
| Bildung, Kultur, Sport, Wissenschaft und Technologie | Kumiko Hayashi                       | Sangiin                              | DPJ                                  |                                      |
| Arbeit, Gesundheit und Soziales | Mitsunori Okamoto                    | Shūgiin                              | DPJ                                  |                                      |
| Arbeit, Gesundheit und Soziales | Masao Kobayashi                      | Sangiin                              | DPJ                                  |                                      |
| Landwirtschaft, Forsten und Fischerei | Masayo Tanabu                        | Shūgiin                              | DPJ                                  | Ozawa, Hata                          |
| Landwirtschaft, Forsten und Fischerei | Kenkō Matsuki bis 24. Februar 2011   | Shūgiin                              | DPJ                                  | Ozawa                                |
| Landwirtschaft, Forsten und Fischerei | Kōichi Yoshida ab 25. Februar 2011   | Shūgiin                              | DPJ                                  |                                      |
| Wirtschaft, Handel und Industrie | Kaname Tajima                        | Shūgiin                              | DPJ                                  |                                      |
| Wirtschaft, Handel und Industrie | Yoshikatsu Nakyama                   | Shūgiin                              | DPJ                                  | Hatoyama                             |
| Land, Infrastruktur und Verkehr | Kōichirō Ichimura                    | Shūgiin                              | DPJ                                  |                                      |
| Land, Infrastruktur und Verkehr | Toshiaki Koizumi                     | Shūgiin                              | DPJ                                  |                                      |
| Land, Infrastruktur und Verkehr | Shōgo Tsugawa                        | Shūgiin                              | DPJ                                  | —                                    |
| Umwelt | Takeshi Hidaka                       | Shūgiin                              | DPJ                                  | Ozawa                                |
| Verteidigung | Daisuke Matsumoto                    | Shūgiin                              | DPJ                                  |                                      |
| Verteidigung | Hajime Hirota                        | Sangiin                              | DPJ                                  |                                      |

## Rücktritte
- Der parlamentarische Staatssekretär Matsuki trat am 24. Februar 2011 im innerparteilichen Machtkampf zwischen Naoto Kan und Ichirō Ozawa zurück.[2]
- Außenminister Maehara trat am 7. März 2011 zurück, nachdem er durch die Annahme politischer Spenden von einem Ausländer gegen das Gesetz über politische Gelder (seiji-shikin-kisei-hō) verstoßen hatte.[3]
- Wiederaufbauminister Matsumoto trat am 5. Juli 2011 nach umstrittenen Äußerungen in Treffen mit den Gouverneuren Takuya Tasso und Yoshihiro Murai zurück.[4]